# Mari-Cookie and the Killer Tarantula in 8 Legs to Love You
Pour plus de détails, voir Fiche technique et Distribution.
Mari-Cookie and the Killer Tarantula in 8 Legs to Love You est un film réalisé par Jesús Franco sorti en 1998. Il réunit Lina Romay et les deux actrices américaines Michelle Bauer  et Linnea Quigley. 

## Synopsis
Née d'une union entre un marin alcoolique et une araignée, Mari-Cookie est stripteaseuse la nuit, et se transforme aussi en arachnide. Elle sème la terreur dans une petite station balnéaire.

## Fiche technique
- Titre : Mari-Cookie and the Killer Tarantula
- Réalisation : Jesús Franco
- Scénario : Jesús Franco
- Musique : Jesús Franco
- Photographie : Raquel Cabra
- Montage : Santiano Aumesquet et Juan Jose Villar
- Production : Kevin Collins, Peter Evanko, Jesús Franco et Hugh Gallagher
- Société de production : One Shot Productions
- Pays :  États-Unis
- Genre : Comédie érotique, comédie horrifique et fantastique
- Durée : 85 minutes
- Dates de sortie : 
  - Espagne : 1998

## Distribution
- Lina Romay : Mari-Cookie/Tarantula
- Linnea Quigley : Tere
- Michelle Bauer : Sheriff Marga
- Amber Newman : Amy
- Analia Ivars : Queen Vicious